# UCI Women's World Tour
L'UCI Women's World Tour è il circuito mondiale organizzato dall'Unione Ciclistica Internazionale che riunisce, dal 2016, gli eventi dell'omonimo calendario di gare di ciclismo su strada. Sostituisce la Coppa del mondo di ciclismo su strada femminile, svoltasi fino al 2015.

## Storia
L'UCI Women's World Tour fece il suo debutto nella stagione 2016 sostituendo la Coppa del mondo UCI come massimo circuito femminile di ciclismo su strada. Il primo calendario dell'UCI Women's World Tour era formato da otto delle dieci prove che nel 2015 costituivano il calendario di Coppa del mondo, più altre nove gare, quattro a tappe (Tour of Chongming Island, Tour of California, Women's Tour e Giro d'Italia) e cinque in linea (Strade Bianche, Gand-Wevelgem, La Course by Le Tour de France, Prudential Ride London Grand Prix e Madrid Challenge by La Vuelta).
Nel 2017 si aggiunsero due gare a tappe (Ladies Tour of Norway e Holland Ladies Tour) e due in linea (Amstel Gold Race e Liegi-Bastogne-Liegi), mentre la Philadelphia Cycling Classic, già inclusa nell'edizione 2016, venne annullata per motivi organizzativi. Nel 2018 si sono aggiunte altre due gare a tappe (Emakumeen Bira e Tour of Guangxi) e una in linea (Driedaagse Brugge-De Panne).
Per garantire la presenze delle atlete di massimo livello, fino al 2019 gli organizzatori delle prove in linea del calendario dovevano obbligatoriamente invitare le prime 20 squadre UCI Women's del ranking mondiale pubblicato all'inizio di ciascuna stagione; similmente, gli organizzatori delle gare a tappe dovevano obbligatoriamente invitare le prime 15 squadre UCI Women's di tale ranking. La partecipazione era poi discrezionale per ciascuna squadra, e gli organizzatori di volta in volta potevano estendere l'invito ad altre squadre (tra cui le selezioni nazionali). Nel 2020, con l'introduzione della suddivisione tra le licenze di UCI Women's WorldTeam e di UCI Women's Continental Team, le formazioni detentrici di licenza WorldTeam (tutte professionistiche) sono automaticamente invitate a tutte le prove del calendario World Tour; gli organizzatori di ciascuna prova possono poi estendere l'invito a squadre Continental e a selezioni nazionali.
Nel 2021 sono state aggiunte al calendario la Vuelta a Burgos a tappe, la Classica di San Sebastián e la Parigi-Roubaix; nel 2022 entrano in calendario altre quattro nuove gare a tappe: il Tour de France (che sostituisce la Course by Le Tour de France), la Battle of the North (che sostituisce il Tour of Norway), il Giro di Romandia e il Giro dei Paesi Baschi.

## Corse
Sono sei le prove incluse ogni anno, sin dalla sua creazione, nel calendario Women's World Tour: Strade Bianche, Gand-Wevelgem, Giro delle Fiandre, Freccia Vallone, Grand Prix de Plouay e Challenge by La Vuelta. Altre prove storiche, quali Ronde van Drenthe, Trofeo Alfredo Binda e Women's Tour, hanno invece sofferto la cancellazione nella stagione 2020 a causa della pandemia di COVID-19, e non sono per questo state incluse nel calendario 2020.

### Corse in calendario (2025)
| Nome                                       | Paese               | Classe                          | Anni WWT         |
| ------------------------------------------ | ------------------- | ------------------------------- | ---------------- |
| Strade Bianche                             | Italia              | 1.WWT                           | 2016-            |
| Trofeo Alfredo Binda - Comune di Cittiglio | Italia              | 1.WWT                           | 2016-2019; 2021- |
| Classic Brugge-De Panne                    | Belgio              | 1.WWT                           | 2018-            |
| Gand-Wevelgem                              | Belgio              | 1.WWT                           | 2016-            |
| Giro delle Fiandre                         | Belgio              | 1.WWT                           | 2016-            |
| Amstel Gold Race                           | Paesi Bassi         | 1.WWT                           | 2017-2019; 2021- |
| Parigi-Roubaix                             | Francia             | 1.WWT                           | 2021-            |
| Freccia Vallone                            | Belgio              | 1.WWT                           | 2016-            |
| Liegi-Bastogne-Liegi                       | Belgio              | 1.WWT                           | 2017-            |
| Giro dei Paesi Baschi                      | Spagna              | 2.WWT                           | 2022-            |
| Vuelta a Burgos                            | Spagna              | 2.WWT                           | 2021-            |
| Tour of Britain Women                      | Regno Unito         | 2.WWT                           | 2016-2019; 2021- |
| Giro d'Italia                              | Italia              | 2.WWT                           | 2016-2020; 2022- |
| Tour de France                             | Francia             | 2.WWT                           | 2022-            |
| Grand Prix Lorient Agglomération           | Francia             | 1.WWT                           | 2016-            |
| Holland Ladies Tour                        | Paesi Bassi         | 2.WWT                           | 2017-2019; 2021- |
| La Vuelta Femenina                         | Spagna              | 1.WWT (2016-2017) 2.WWT (2018-) | 2016-            |
| Giro di Romandia                           | Svizzera            | 2.WWT                           | 2022-            |
| Tour of Chongming Island                   | Cina                | 2.WWT                           | 2016-2019; 2022- |
| Tour of Guangxi                            | Cina                | 1.WWT                           | 2018-2019; 2022- |
| Tour Down Under                            | Australia           | 2.WWT                           | 2023-            |
| Cadel Evans Great Ocean Road Race          | Australia           | 1.WWT                           | 2020; 2023-      |
| UAE Tour                                   | Emirati Arabi Uniti | 2.WWT                           | 2023-            |
| Giro di Svizzera                           | Svizzera            | 2.WWT                           | 2023-            |
| Omloop Het Nieuwsblad                      | Belgio              | 1.WWT                           | 2023-            |
| Copenhagen Sprint                          | Danimarca           | 1.WWT                           | 2025-            |
| Milano-Sanremo                             | Italia              | 1.WWT                           | 2025-            |

### Corse non più in calendario
| Nome                                       | Paese       | Classe                              | Anni WWT             |
| ------------------------------------------ | ----------- | ----------------------------------- | -------------------- |
| Philadelphia International Cycling Classic | Stati Uniti | 1.WWT                               | 2016                 |
| Tour of California                         | Stati Uniti | 2.WWT                               | 2016-2019            |
| La Course by Le Tour de France             | Francia     | 1.WWT                               | 2016-2021            |
| Ladies Tour of Norway                      | Norvegia    | 2.WWT                               | 2017-2019; 2021      |
| Emakumeen Bira                             | Spagna      | 2.WWT                               | 2018-2019            |
| Classica di San Sebastián                  | Spagna      | 1.WWT                               | 2021                 |
| Ronde van Drenthe                          | Paesi Bassi | 1.WWT                               | 2016-2019; 2021-2024 |
| Vårgårda WestSweden TTT                    | Svezia      | 1.WWT                               | 2016-2019; 2022      |
| Vårgårda WestSweden RR                     | Svezia      | 1.WWT                               | 2016-2019; 2022      |
| Tour of Scandinavia                        | Norvegia    | 2.WWT                               | 2022-2023            |
| RideLondon Classique                       | Regno Unito | 1.WWT (2016-2019) 2.WWT (2022-2024) | 2016-2019; 2022-2024 |

## Squadre partecipanti
Le squadre detentrici di licenza UCI Women's WorldTeam per la stagione 2025 sono quindici, come nelle due precedenti stagioni; erano otto nel 2020, nove nel 2021 e quattordici nel 2022.
| Cod. | Squadra                    | Biciclette  |
| ---- | -------------------------- | ----------- |
| AGS  | AG Insurance-Soudal Team   | Specialized |
| CSZ  | Canyon-SRAM Zondacrypto    | Canyon      |
| CTC  | Ceratizit Pro Cycling Team | Orbea       |
| TFS  | FDJ-Suez                   | Lapierre    |
| FDC  | Fenix-Deceuninck           | Canyon      |
| HPH  | Human Powered Health       | Felt        |
| LTK  | Lidl-Trek                  | Trek        |
| LIV  | Liv AlUla Jayco            | Liv         |
| MOV  | Movistar Team Women        | Canyon      |
| CGS  | Roland Cycling             | Factor      |
| TPP  | Team Picnic PostNL         | Lapierre    |
| TVL  | Team Visma-Lease a Bike    | Cervélo     |
| SDW  | Team SD Worx-Protime       | Specialized |
| UAD  | UAE Team ADQ               | Colnago     |
| UXM  | Uno-X Mobility             | Dare        |

## Albo d'oro
I punteggi assegnati nelle gare del circuito portano alla definizione di tre classifiche e all'assegnazione di altrettanti titoli: quello individuale assoluto, quello individuale riservato alle cicliste Under-23 e quello a squadre.
| Anno | Ciclista vincitrice  | Ciclista Under-23 vincitrice | Squadra vincitrice         |
| ---- | -------------------- | ---------------------------- | -------------------------- |
| 2016 | Megan Guarnier       | Katarzyna Niewiadoma         | Boels-Dolmans Cycling Team |
| 2017 | Anna van der Breggen | Cecilie Uttrup Ludwig        | Boels-Dolmans Cycling Team |
| 2018 | Annemiek van Vleuten | Sofia Bertizzolo             | Boels-Dolmans Cycling Team |
| 2019 | Marianne Vos         | Lorena Wiebes                | Boels-Dolmans Cycling Team |
| 2020 | Elizabeth Deignan    | Liane Lippert                | Trek-Segafredo             |
| 2021 | Annemiek van Vleuten | Niamh Fisher-Black           | Movistar Team Women        |
| 2022 | Annemiek van Vleuten | Shirin van Anrooij           | Team SD Worx               |
| 2023 | Demi Vollering       | Shirin van Anrooij           | Team SD Worx               |
| 2024 | Lotte Kopecky        | Shirin van Anrooij           | Team SD Worx-Protime       |